# SRTM
SRTM (англ. Shuttle Radar Topography Mission) — міжнародний науковий проект зі створення топографічної цифрової моделі висот Землі у майже глобальному масштабі. Для створення найбільш повної цифрової топографічної бази Землі, до запуску ASTER GDEM в 2009 році, SRTM складалася з даних, отриманих спеціально модифікованою радарною системою, яка пролетіла на борту Space Shuttle Endeavour під час 11-денної місії STS-99 у лютому 2000 року…